# 城市宫广场
45°4′22.66″N 7°40′53.41″E / 45.0729611°N 7.6815028°E

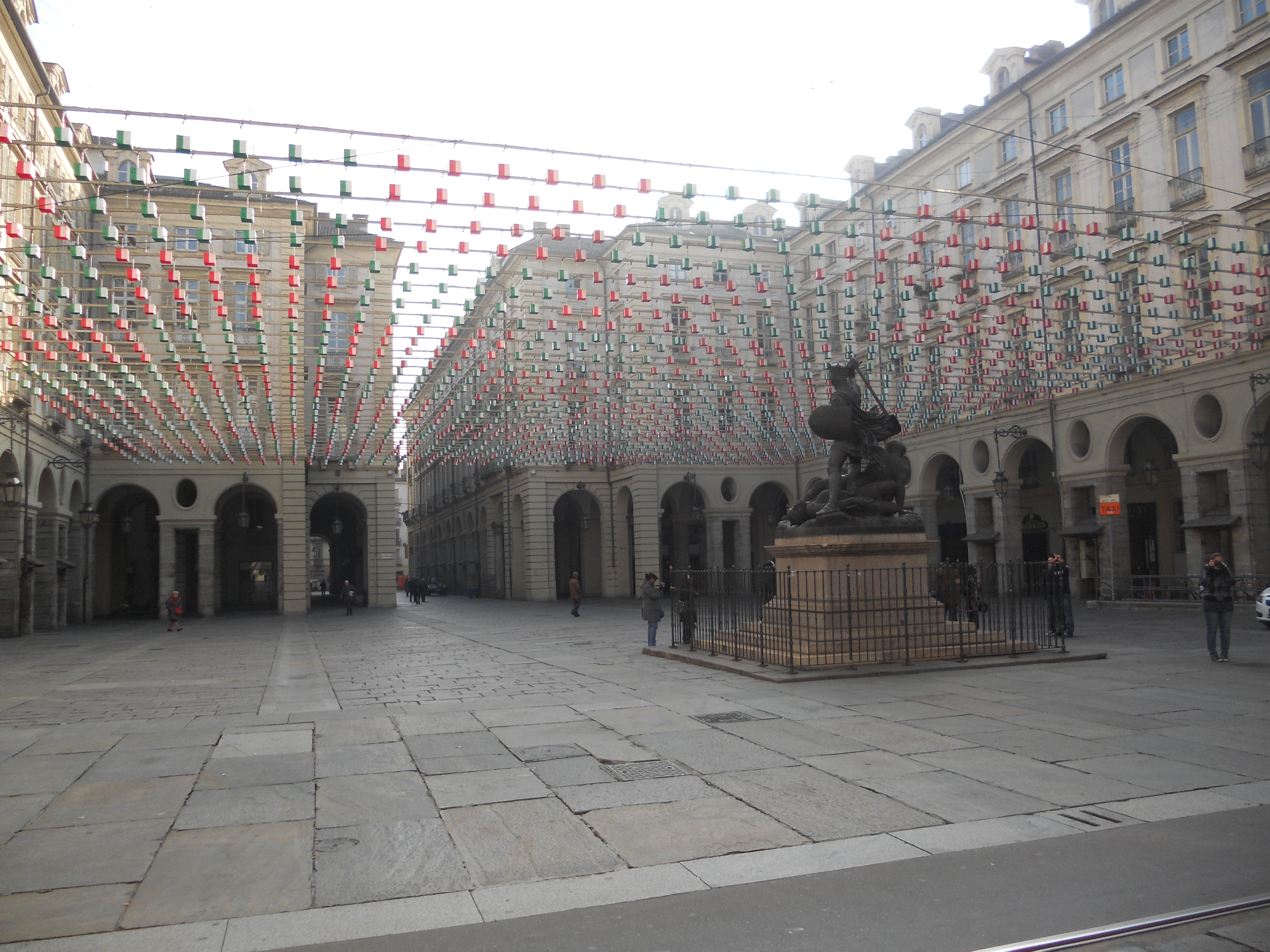
意大利统一150周年庆祝活动

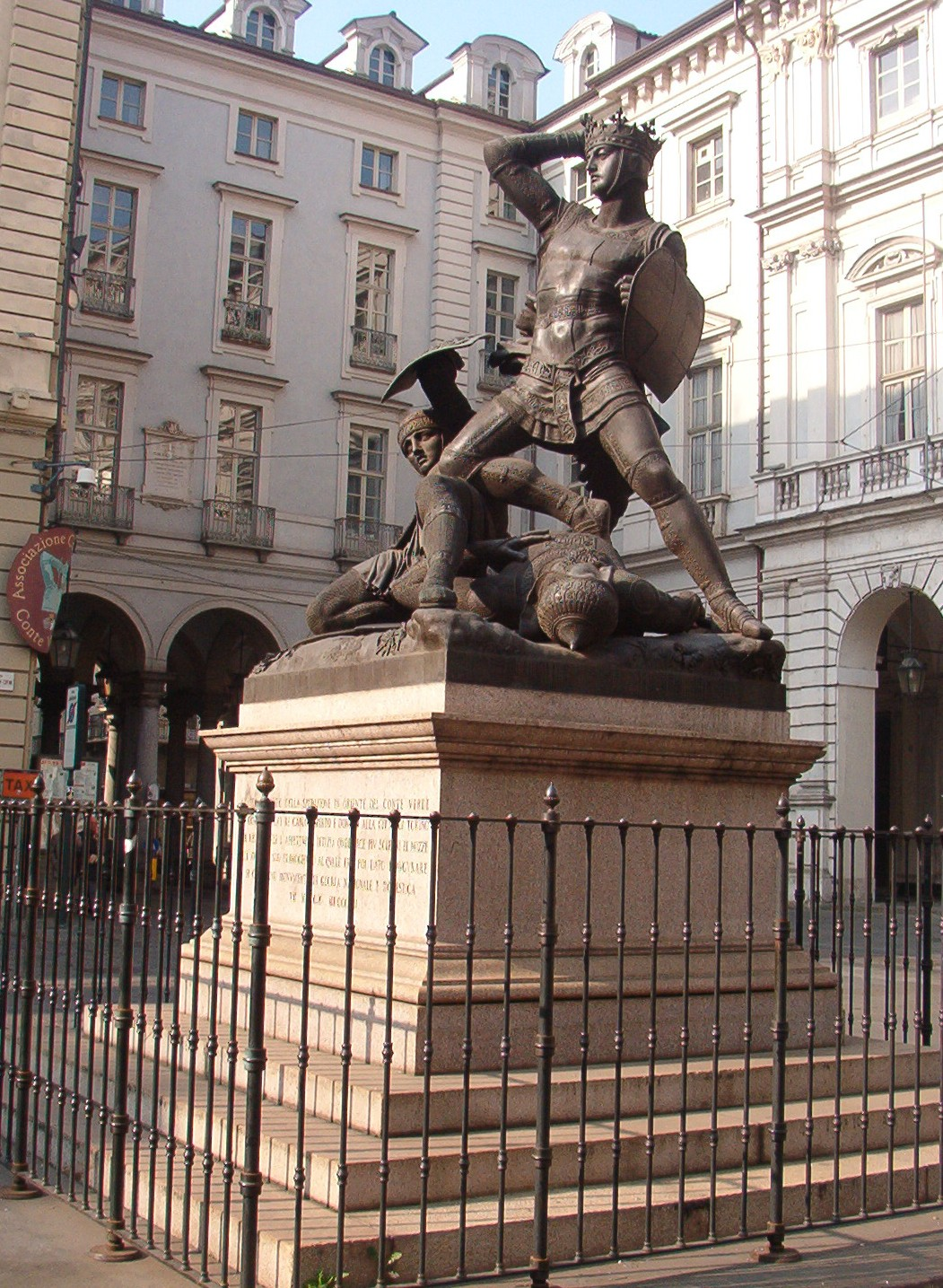
“绿伯爵”雕塑

城市宫广场（Piazza Palazzo di Città）是意大利都灵的一个广场，位于该市的心脏地带，古罗马城市的核心部分，市政厅所在地。 
又名阿尔厄布广场（Piazza delle Erbe），穿过米兰街（via Milano）连接到附近的圣体血广场（piazza Corpus Domini），连接到附近的加里波第街（via Garibaldi）。
广场为矩形，其特点是对称和简单。周围有优雅的拱廊系统。在广场中央是“绿伯爵”阿梅迪奥六世的雕塑。